# Аболмасовское сельское поселение
Аболмасовское се́льское поселе́ние — муниципальное образование в Хотынецком районе Орловской области Российской Федерации.
Площадь 6134 га. Административный центр — село Воейково.

## Физико—географическая характеристика
Муниципальное образование расположено в центральной части Хотынецкого района.
Основные реки - Мощёнка и Вытебеть.

### Климат
На территории поселения господствует умеренно континентальный тип климата (по классификации Кёппена Dfb).

## История
Аболмасовское сельское поселение образовано 25 октября 2004 г.
Во время Великой Отечественной войны территория муниципального образования была оккупирована немецко—фашистскими захватчиками с 5 октября 1941 года. Почти два года продолжалась политика террора, насилия и грабежей фашистов над местным населением, которое так и не покорилось им, а лишь продолжало храбро сопротивляться. Административный центр, с. Воейково, был освобождён 10 августа 1943 года усилиями 18 гвардейской стрелковой дивизии РККА.

## Население
| 2010 | 2012  | 2013  | 2014 | 2015 | 2016 | 2017 |
| ---- | ----- | ----- | ---- | ---- | ---- | ---- |
| 979  | ↘966  | ↘950  | ↘928 | ↘921 | ↘914 | ↗926 |
| 2018 | 2019  | 2020  | 2021 | 2023 |      |      |
| ↗947 | ↗1008 | ↗1022 | ↘682 | ↘656 |      |      |

## Состав сельского поселения
В Аболмасовское сельское поселение входят 11 населённых пунктов:
| №  | Населённый пункт | Тип населённого пункта       | Население (2010) |
| -- | ---------------- | ---------------------------- | ---------------- |
| 1  | Аболмасово       | деревня                      | ↘126             |
| 2  | Абросимово       | деревня                      | 52               |
| 3  | Березуевка       | деревня                      | 26               |
| 4  | Воейково         | село, административный центр | ↘286             |
| 5  | Гуюкин Лог       | посёлок                      | 1                |
| 6  | Красная Поляна   | посёлок                      | 53               |
| 7  | Макаровский      | посёлок                      | 1                |
| 8  | Мощёное          | село                         | ↘140             |
| 9  | Назаровка        | деревня                      | 55               |
| 10 | Нива Свободы     | посёлок                      | 61               |
| 11 | Хотынец          | село                         | ↘176             |

## Транспорт
По территории поселения проходят местные дороги 54К—3 и 54К—383. Расстояние между административным центром поселения с. Воейково и районным центром пгт. Хотынец составляет 3,5 км.